# Dwengo

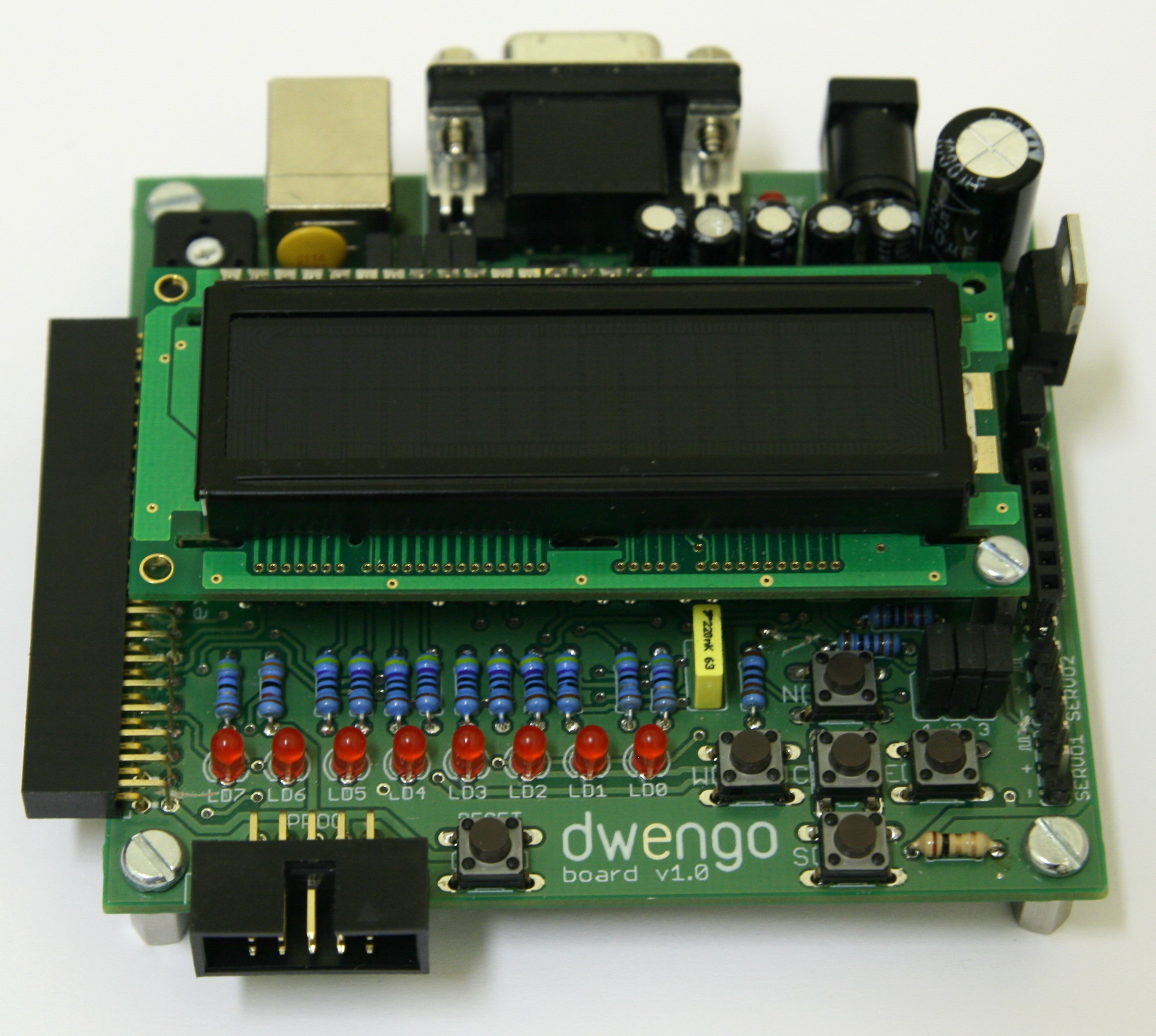
Het Dwengo-bord

Dwengo vzw is een vereniging zonder winstoogmerk die ondersteuning biedt aan mensen die graag wil experimenteren met microcontrollers. Ze werd opgestart binnen het kader van WELEK, een studentengroepering voor elektronica-hobbyisten aan de Universiteit Gent. Dwengo ontwikkelt en verspreidt het Dwengo-bord, een microcontroller-experimenteerbord gebaseerd op de PIC 18F4550-chip, en stelt hiervoor artikelen ter beschikking die nieuwe gebruikers snel op weg helpen met het experimenteren met microcontrollers. Bovendien geven vrijwilligers van de vzw cursussen aan leerkrachten in het middelbaar onderwijs en ondersteunen ze lesopdrachten in verschillende Vlaamse technische scholen in samenwerking met RTC Oost-Vlaanderen. Het Dwengo-robotplatform wordt verder ook gebruikt in onder andere de jaarlijkse WELEK-robotcompetitie, waarin studenten een autonome robot bouwen en hiermee met elkaar in competitie gaan.